# Burg Hausen (Heimbach)

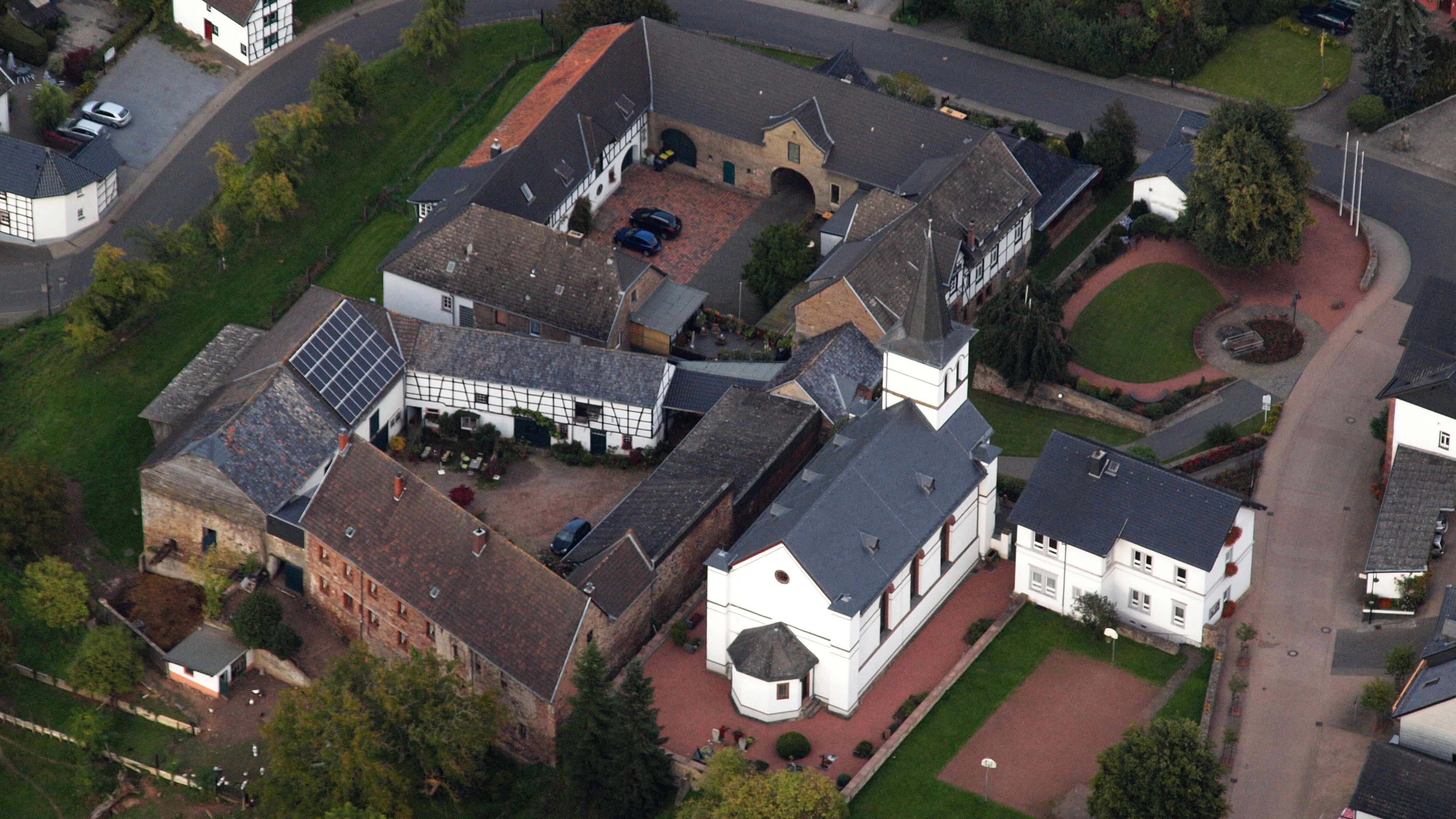
Burg Hausen (Heimbach), Luftaufnahme (2015), auf der rechten Seite befindet sich die Pfarrkirche St. Nikolaus

Die Burg Hausen steht am Ostrand von Hausen, einem Stadtteil von Heimbach oberhalb der Rur im Kreis Düren, Nordrhein-Westfalen.
Im Jahre 1348 urkundet erstmals ein Träger des Namens „von Hausen“, und zwar der Knappe Gerlach von Hausen. 
Zu Beginn des 16. Jahrhunderts war die Wasserburg in Hausen nicht mehr im Besitz des Adelsgeschlechtes „von Hausen“, sondern gehörte den von Berg zu Blens. 
Durch Heirat und Erbschaft war die Burg an Dietrich Kolff gekommen. Er heiratete 1571 Ida Spies von Büllesheim zu Bubenheim. Er erbaute die vierflügelige Burganlage aus Bruchstein, die von Umbauten und Neubauten einzelner Burgteile abgesehen im Wesentlichen auch heute noch besteht. 
Ein Großteil der Außenmauern, der Ostflügel mit Ausnahme des Tores und das zweigeschossige Herrenhaus sind noch erhalten. 
1832 starben die Kolff von Vettelhoven mit Clemens Goswin auf Burg Hausen im Mannesstamm aus. Nach dem Aussterben der Familie Kolff wurde die Burg durch den Bau eines neuen Gebäudeflügels quer über den Burghof in zwei kleinere Gutshöfe aufgeteilt. Neben der Kirche wurde mit dem Südtor ein zweiter Zugang zu dem Anwesen geschaffen.
Die östliche Hälfte der ehemaligen Wasserburg dient nach umfangreichen Umbauten heute als Hotel und Restaurant.

## Geschichte
Hausen war eine jülichsche Ministerialenburg, deren Ursprünge mindestens ins 14. Jahrhundert zurückreichen, als die sich nach ihr nennenden Herren von Hausen, Verwandte des jülichschen Erbrosten und Marschalls Dietrich Schinnemann von Aldenhoven, dessen Burg Veynau halten. Hausen gehört in die Reihe der Rittersitze zwischen den jülichschen Landesburgen Heimbach und Nideggen, angelegt zur strategischen Sicherung der Rur. Aus dieser Zeit ist das noch heute ablesbare Prinzip der Zweiteiligkeit erhalten, die Trennung in Haupt- und Vorburg in jeweils eigenen Grabensystemen. Das heutige Südtor entspricht der Lage der mittelalterlichen Vorburgzufahrt. Südmauer und Wohnhaus basieren auf der Burg des 14. Jahrhunderts, ebenso zweischaliges Mauerwerk im Keller des Nordflügels. Die wassergefüllten Gräben waren zum Teil noch bis ins 20. Jahrhundert erhalten. Im 15. Jahrhundert kam Hausen an die verwandte Familie derer von Berg, die auf der benachbarten Burg Blens und Lüppenau saß und auch die Burgen Irnich, Berg und Dürffenthal bei Zülpich innehatte. Die Herren von Berg waren eine ritterliche Ministerialenfamilie der Herzöge von Jülich und dienten ihnen in vielen hohen Hofämtern, so als Räte und Hofmeister.
Daniel von Berg, Herr zu Hausen, Dürffenthal, Blens, Berg und Irnich, stiftete mehrfach für das Kloster Bürvenich, wo seine Tante Johanna von Berg Äbtissin gewesen war, u. a. 1450 einen halben Hof zu Hausen aus deren Erbe. Söhne und Enkel stifteten für das Kloster Mariawald; dort liegt der vorletzte Herr von Berg zu Hausen begraben. Seine Enkelin Agnes von Berg brachte 1534 den landtagsfähigen Rittersitz Hausen an ihren Gatten Johann Kolff, Herr zu Vettelhoven, Heimersheim und Winterburg, dessen Wappen, begleitet von den Wappen seiner Eltern und seiner Frau, sich in Zweitverwendung über der Tür des Wohnhauses befindet. Er oder sein Sohn Dietrich († 1589) dürften das Burghaus großenteils neu errichtet haben, dessen Substanz noch heute in den Außenmauern des bestehenden Wohnhauses zu erkennen ist. Auch der talseitige Zwinger mit Wall und Graben, dessen Mauern der Nordwand des Nordflügels zu Grunde liegen, geht auf diese Baumaßnahme zurück; Teile der Vorgängerbauten wurden hierbei integriert und sind in der südlichen Außenwand sowie im Keller des Nordflügels sichtbar erhalten. Dietrichs Schwester Catharina wurde die zweite Hausener Äbtissin in Bürvenich. Die Freiherren von Kolff aus dem Uradel der Grafschaft Are gehörten wegen Hausen zur jülichschen Ritterschaft und waren zum Landtag aufgeschworen; ihr Besitz Winterburg stand im Rang einer Unterherrschaft. Sie stellten hohe Offiziere, Amtmänner, Deutschordenskomture, Kämmerer und Kammerherrn, Hofräte und Juristen. Im 17. u. 18. Jahrhundert erneuerten sie den Ostteil der Gesamtanlage in der erhaltenen Form. So ist die Burg um 1720 von Renier Roidkin gezeichnet worden; Ostflügel mit Tor, Zwinger und das mindestens zweiflügelige Herrenhaus mit Treppenturm im Winkel sind deutlich zu erkennen und dem heutigen Bestand einwandfrei zuzuordnen. Ein Torturm mit Dachreiter stand offensichtlich an der Stelle des heutigen Südtores und lässt sich als originärer mittelalterlicher Zugang zur Vorburg definieren. Der letzte adelige Besitzer von Hausen, Carl Wilhelm Friedrich Freiherr von Kolff, bekleidete hohe jülichsche, bergische und kurkölnische Ämter, zuletzt das eines Geheimrates und Oberappellationsgerichtsrates, und verkaufte seine linksrheinische Güter vor seinem Tode 1810. Seine beiden Söhne starben kinderlos, der jüngere im Jahre 1832. 
Noch vor 1820 wurde die Burg durch eine Zwischenmauer geteilt in den vorderen Hof (ehem. Vorburg) und den inneren Hof (ehem. Hauptburg). Während im vorderen Hof der Ostflügel und die Außenmauern Bestandteile der alten Vorburg sind, wurden die Wohngebäude im 19. Jahrhundert neu errichtet. Zwischengraben und Südgraben wurden zugeschüttet. Im inneren Hof wurden an die alten Außenmauern bzw. auf den Zwinger neue Wirtschaftsgebäude gesetzt, deren Substanz mittlerweile fast vollständig ersetzt wurde. Lediglich die Hofwand des Pferdestalles mit der Scheidemauer als Rückwand entstammt noch der Umbauphase des 19. Jahrhunderts. Als Wohnhaus des inneren Hofes diente der Westflügel des Herrenhauses; nach schweren Schäden im Zweiten Weltkrieg wurde das Innere in anderen Formen erneuert. 1853 wurde das noch bestehende Südtor aus Sandsteinquadern mit Wappengiebel Nesselrode/Harff eingebaut, das dem abgebrochenen Haus Rath bei Mechernich transloziert wurde.